# 拉斐爾先進防禦系統公司
拉斐尔先进防御系统有限公司是一家以色列国防技术公司。它是作为以色列国防部内的武器和军事技术发展的国家研发国防实验室而建立的，后于2002年转为有限公司。
拉斐尔为以色列国防军开发和生产武器、军事和国防技术，并出口到国外。所有当前的项目都是机密的。

## 历史
拉斐尔成立于1948年，当时被称为科学兵团（简称HEMED），由什洛莫·古尔领导。它在1952年被重新命名为研究和设计理事会。1952年，以色列总理大卫·本·古里安决定将HEMED的活动分为两个机构。纯科学研究仍由HEMED负责，而武器的研发则由新成立的EMET机构负责。
1954年，本·古里安决定将EMET的名字改为拉斐尔。1958年正式改名为拉斐尔。
1995年，以色列总理伊扎克·拉宾请阿莫斯·霍雷夫担任拉斐尔的董事会主席，在此之前，霍雷夫多年来一直担任拉斐尔的咨询委员会主席。霍雷夫担任主席直到2001年1月。

### 重组为有限公司
20世纪90年代初，拉斐尔的业务处于亏损状态（1995年达到顶峰，营业额4.6亿美元，亏损1.2亿美元）。因此，决定改组该组织，并开始作为一个公司经营拉斐尔。最初，新公司有三个独立的部门，每个部门都作为利润中心运营，并向新成立的管理委员会提交了一份独立的资产负债表。
重组完成于2002年，拉斐尔正式成立为一家有限公司（尽管仍然是一家政府所有的公司），同时通过在研发项目上投资约10%的营业额来保持其技术能力。拉斐尔成立有限公司的第一年，销售额为8.3亿美元，盈利3,700万美元。2016年，拉斐尔公布年度净利润为4.73亿新谢克尔(约合1.3亿美元)，比2015年的4.59亿新谢克尔增长了3%。2016年新订单总额为107亿新谢克尔，销售额为83.2亿新谢克尔，比2015年增长6%。截至2016年底，该公司的订单积压量为217.2亿新谢克尔，比2015年底增加了12%。
2007年10月14日，该公司将其名称从拉斐尔武器发展管理有限公司改为拉斐尔先进防御系统有限公司。

## 科技成果
- 铁穹——世界上第一个用于拦截短程火箭和炮弹的作战防空系统。[10]
- 拉斐尔长钉反坦克导弹——第四代“发射后即弃”反坦克导弹。[11]
- 突眼飛彈——空对地导弹系统，被认为是一种携带核弹头的潜射巡航导弹。[12]